# المؤتمر الاستثنائي للفيفا 2016
المؤتمر الاستثنائي للفيفا 2016 هو مؤتمر استثنائي لكرة القدم عقد 26 فبراير 2016 في زيوريخ، سويسرا. وكانت أعمال هذا المؤتمر انتخاب رئيس للفيفا خلفا لجوزيف بلاتر، الذي تنحى من منصبه لرئيس الفيفا أعقاب قضايا وفضائح فساد عام 2015.

## الانتخابات الرئاسية

### المرشحين

#### قائمة بأسماء المرشحين المؤهلين
في.يوم 9 نوفمبر عام 2015، اقرت اللجنة الانتخابية عن قبول خمسة مرشحين مؤهلين لخوض الانتخابات لمنصب رئيس الفيفا.
- / جياني إنفانتينو.
- سلمان بن إبراهيم آل خليفة (شيخ).
- علي بن الحسين (أمير).
- جيروم شامبان .
- طوكيو سكسويل.

#### قائمة المرشحين المستبعدين
- ميشيل بلاتيني.
- موسى بيليتي.
- ديفيد ناهد .

### النتائج
| كونغرس الفيفا فبراير 26, 2015 – زيورخ، سويسرا |          |          |
| المرشحين                                      | الجولة 1 | الجولة 2 |
| / جياني إنفانتينو                             | 88       | 115      |
| سلمان بن إبراهيم آل خليفة                     | 85       | 88       |
| علي بن الحسين                                 | 27       | 4        |
| جيروم شامبان                                  | 7        | 0        |

## روابط خارجية

### المرشحين
- الأمير علي بن الحسين: Manifesto Website Twitter
- سلمان بن إبراهيم آل خليفة: Manifesto Website
- جيروم شامبين: Manifesto Website Twitter
- طوكيو سكسويل: Manifesto
- جياني إنفانتينو: Manifesto WebsiteTwitter